# Dąbrówka (Nowy Sącz)
Dąbrówka ist ein Stadtteil von Nowy Sącz der Woiwodschaft Kleinpolen in Polen, um 4 km südlich des Stadtzentrums.

## Geschichte
Der Ort wurde im Jahr 1375 als Dambrowa erstmals urkundlich erwähnt. Der übliche topographische Name bezeichnet einen Eichenwald. Ab 1410 gehörte es zu den Norbertanern in Nowy Sącz (1530 Dąbrowa abbatis benannt) und zwei Jahre später wurde das Dorf von ihnen aus dem polnischen ins Neumarkter Recht übertragen.
Politisch und administrativ gehörte das Dorf zum Königreich Polen (ab 1569 Adelsrepublik Polen-Litauen), Woiwodschaft Krakau, Kreis Sącz.

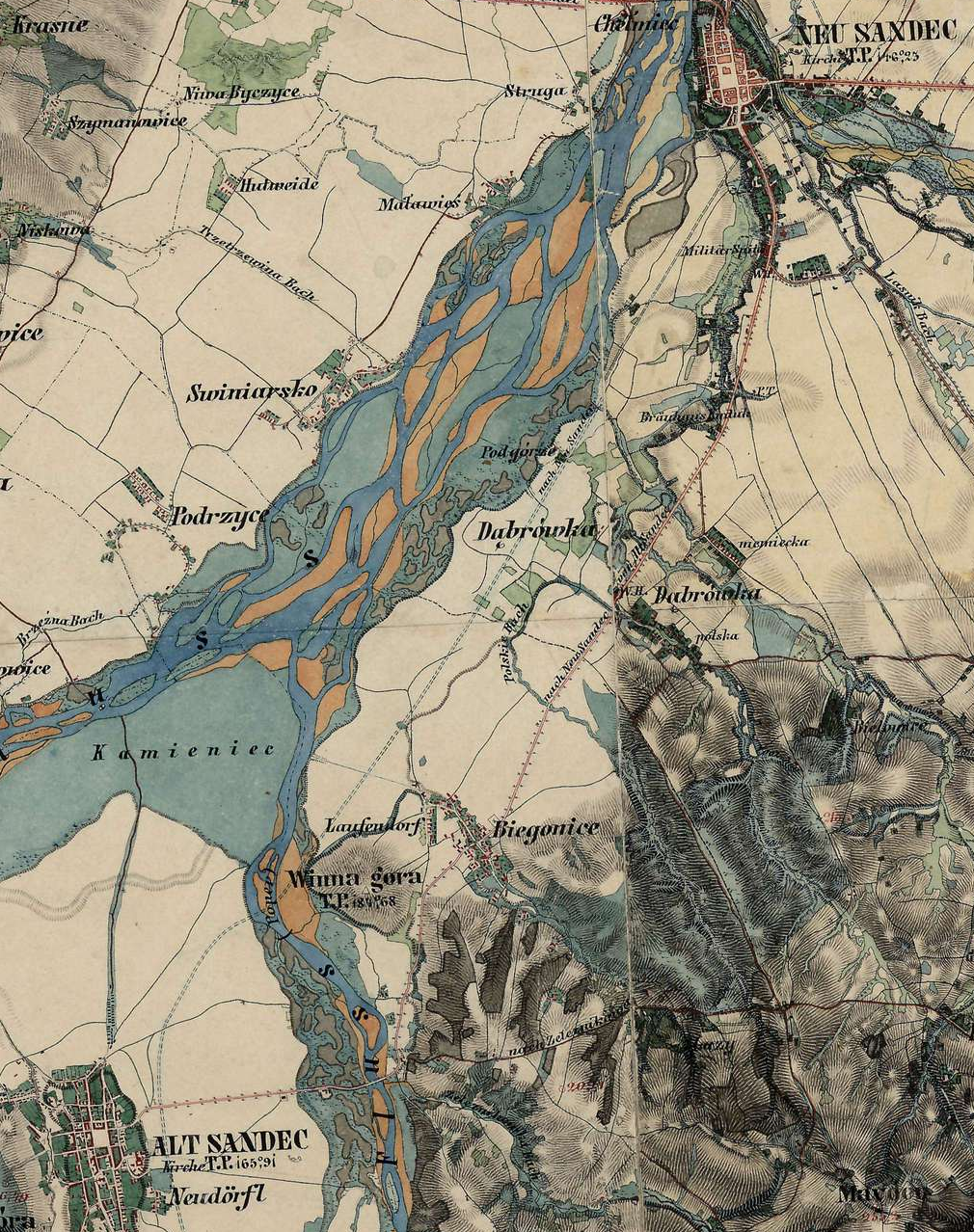
Dąbrówka und Biegonice, sowie die Kolonien Dąbrówka Niemiecka und Laufendorf mit den regelmäßigen Bebauungen, zwischen Alt Sandez und Neu Sandez in der Mitte des 19. Jahrhunderts

Bei der Ersten Teilung Polens kam Dąbrówka 1772 zum neuen Königreich Galizien und Lodomerien des habsburgischen Kaiserreichs (ab 1804).
Im Jahre 1785 wurden im Zuge der Josephinischen Kolonisation zwölf jüdische Familien in der Kolonie Emaus bzw. Nowa Jerozolima (Neu Jerusalem) angesiedelt, aber sie wurde kurz danach verlassen. 1787 wurden an ihrer Stelle deutsche Lutheraner angeworben. Neu Dąbrówka, später Dąbrówka Niemiecka befand sich näher zu Neu Sandez, nördlich des Altdorfs, das als Dąbrówka Polska bekannt wurde. Die Protestanten gehörten der Pfarrgemeinde in Nowy Sącz. Nach der Aufhebung der Patrimonialherrschaften bildeten sie zwei separate Gemeinden im Bezirk Nowy Sącz. Im Jahr 1900 hatten sie insgesamt eine Fläche von 543 Hektar. Dąbrówka Niemiecka hatte 105 Häuser und 864 Einwohner, davon waren 734 polnischsprachig und 117 deutschsprachig, außer 694 Römisch-Katholiken gab es 82 Juden und 88 Einwohner anderen Glaubens. Dąbrówka Polska hatte 69 Häuser und 464 Einwohner, davon waren alle polnischsprachig und römisch-katholisch.
1918, nach dem Ende des Ersten Weltkriegs und dem Zusammenbruch der k.u.k. Monarchie, kamen beide Orte zu Polen. Im Jahr 1921 gab es in der Volkszählung in Dąbrówka Niemiecka 124 Personen, die deutsche Nationalität angaben, fast ein Viertel aller Angaben und die größte Zahl im Powiat Nowosądecki. 1923 wurde Dąbrówka Niemiecka als Stadtteil von Nowy Sącz eingemeindet. Die Hauptstraße der Kolonie wurde auf Grunwaldzka nach der Schlacht bei Tannenberg (1410) umbenannt. Das Gebiet wird heute vom Stadtteil Kaduk (ehemalige Vorstadt von Nowy Sącz, deren Name Heimfall bedeutet) umfasst. Dąbrówka Polska folgte erst im Jahr 1977.

## Sehenswürdigkeiten
- Ehemaliger lutherischer Friedhof auf der Orkana-Straße[6]